# Bieżanów Kolonia
Bieżanów Kolonia – obszar Krakowa wchodzący w skład Dzielnicy XII Bieżanów-Prokocim.

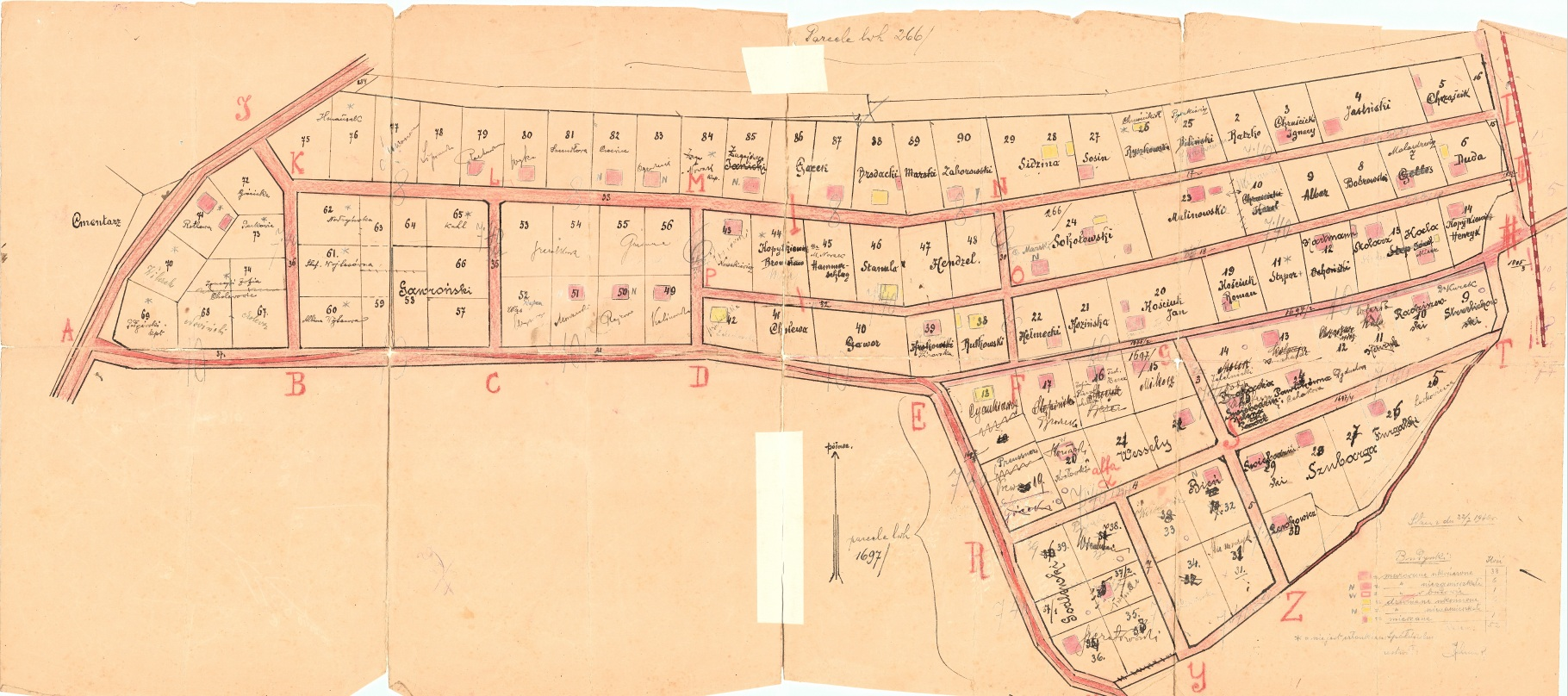
Mapa Kolonii Urzędniczej Bieżanów, stan na 22 lipca 1940 r.

Baronowa Czeczowa, która owdowiała w roku 1910, zmuszona została do wyprzedaży swego majątku: cegielni w Płaszowie i terenu między torami kolejowymi (linią z Krakowa do Wieliczki) a cmentarzem (obszar ten wyznaczają dzisiejsze ulice ks. Prałata Łaczka, Kolonijna i Jana Smolenia). Rozparcelowane działki w latach 20. i 30. sprzedane zostały spółdzielni, skupiającej grupę małopolskich urzędników, którzy wybudowali na nich domy jednorodzinne. Spółdzielnię tę rozwiązano w 1947 roku.